# Sông Amba
Sông Amba (tiếng Nga: Амба, theo tiếng Udege và tiếng Nanai có nghĩa là con hổ) là một sông tại Primorsky của Nga.
Sông khởi nguồn từ cao nguyên Borisov của Sikhote-Alin và đổ ra vịnh Amur của biển Nhật Bản. Sông có chiều dài 63 km, diện tích lưu vực sông là 330 km². Sông có chiều rộng 50–70 m và sâu 1,5–2 m.
Mực nước của sông Amba có thể lên cao hơn 2 mét (6 ft 7 in) sau các trận mưa vào mùa hè.